# 9e régiment de dragons (Autriche-Hongrie)
Pour les articles homonymes, voir 9e régiment.
« 1er régiment de dragons (Autriche) » redirige ici. Pour le régiment de dragons austro-hongrois, voir 1er régiment de dragons (Autriche-Hongrie).
Le 9e régiment de dragons, connu à partir de 1895 comme 9e régiment de dragons « archiduc Albert », est une unité de l'Armée commune austro-hongroise. Cette unité a été créée en 1682 par Jules-François de Saxe-Lauenbourg et est dissoute en 1918.

## Création et différentes dénominations
- 1682 : formation du régiment de cuirassiers de Saxe-Lauenbourg (Kürassier-Regiment Sachsen-Lauenburg)[1]
- 1779 : devient un régiment de dragons (Dragoner-Regiment)[1]
- 1798 : devient 3e régiment de dragons légers (leichtes Dragoner-Regiment Nr 3)[2]
- 1802 : devient 1er régiment de dragons (Dragoner-Regiment Nr 1)[1]
- 1860 : devient 9e régiment de cuirassiers (Kürassier-Regiment Nr 9)[1]
- 1867 : devient 9e régiment de dragons (Dragoner-Regiment Nr 9)[1]
- 1918 : dissous

De 1682 à 1895, le régiment est désigné par son type suivi du nom du colonel. En 1895, il reçoit définitivement le nom de 9e régiment de dragons « archiduc Albert » (Dragonerregiment „Erzherzog Albrecht“ Nr. 9). En 1915, le régiment n'est désigné que par son numéro d'ordre.

## Uniforme
Le 3e régiment de dragons légers (1798) a un uniforme blanc avec la couleur distinctive orange et des boutons jaunes. Devenu 1er régiment de dragons, le régiment porte un uniforme blanc avec couleur distinctive noire et les boutons blancs,. De 1860 à 1867, le 9e régiment de cuirassiers porte la couleur distinctive vert claire avec boutons jaunes. Devenu 9e régiment de dragons de l'Armée commune (KuK) en 1867, il garde ces couleurs.